# Udea despecta
Udea despecta is een vlinder uit de familie van de grasmotten (Crambidae), uit de onderfamilie van de Spilomelinae. De wetenschappelijke naam van deze soort is voor het eerst voorgesteld als Rhodaria despecta door Arthur Gardiner Butler in een publicatie uit 1877.
De soort komt voor in Hawaï.